# Lucinges
Lucinges és un municipi francès situat al departament de l'Alta Savoia i a la regió d'Alvèrnia-Roine-Alps. L'any 2007 tenia 1.465 habitants.

## Demografia

### Població
El 2007 la població de fet de Lucinges era de 1.465 persones. Hi havia 567 famílies de les quals 145 eren unipersonals (78 homes vivint sols i 67 dones vivint soles), 168 parelles sense fills, 223 parelles amb fills i 31 famílies monoparentals amb fills.
La població ha evolucionat segons el següent gràfic:
Habitants censats

### Habitatges
El 2007 hi havia 787 habitatges, 576 eren l'habitatge principal de la família, 162 eren segones residències i 48 estaven desocupats. 654 eren cases i 127 eren apartaments. Dels 576 habitatges principals, 466 estaven ocupats pels seus propietaris, 104 estaven llogats i ocupats pels llogaters i 7 estaven cedits a títol gratuït; 10 tenien una cambra, 43 en tenien dues, 68 en tenien tres, 116 en tenien quatre i 340 en tenien cinc o més. 539 habitatges disposaven pel capbaix d'una plaça de pàrquing. A 204 habitatges hi havia un automòbil i a 357 n'hi havia dos o més.

### Piràmide de població
La piràmide de població per edats i sexe el 2009 era:
| Homes | Edats   | Dones |
| ----- | ------- | ----- |
| 0     | 95 o +  | 0     |
| 0     | 90 a 94 | 0     |
| 4     | 85 a 89 | 8     |
| 8     | 80 a 84 | 0     |
| 4     | 75 a 79 | 12    |
| 20    | 70 a 74 | 24    |
| 28    | 65 a 69 | 32    |
| 16    | 60 a 64 | 36    |
| 32    | 55 a 59 | 36    |
| 32    | 50 a 54 | 28    |
| 52    | 45 a 49 | 44    |
| 84    | 40 a 44 | 64    |
| 40    | 35 a 39 | 68    |
| 64    | 30 a 34 | 44    |
| 8     | 25 a 29 | 40    |
| 20    | 20 a 24 | 24    |
| 44    | 15 a 19 | 28    |
| 44    | 10 a 14 | 48    |
| 48    | 5 a 9   | 32    |
| 32    | 0 a 4   | 28    |

## Economia
El 2007 la població en edat de treballar era de 993 persones, 743 eren actives i 250 eren inactives. De les 743 persones actives 701 estaven ocupades (371 homes i 330 dones) i 44 estaven aturades (22 homes i 22 dones). De les 250 persones inactives 64 estaven jubilades, 105 estaven estudiant i 81 estaven classificades com a «altres inactius».

### Ingressos
El 2009 a Lucinges hi havia 563 unitats fiscals que integraven 1.449 persones, la mediana anual d'ingressos fiscals per persona era de 28.413 €.

### Activitats econòmiques
Dels 41 establiments que hi havia el 2007, 2 eren d'empreses alimentàries, 8 d'empreses de construcció, 6 d'empreses de comerç i reparació d'automòbils, 1 d'una empresa de transport, 4 d'empreses d'hostatgeria i restauració, 5 d'empreses immobiliàries, 7 d'empreses de serveis, 6 d'entitats de l'administració pública i 2 d'empreses classificades com a «altres activitats de serveis».
Dels 10 establiments de servei als particulars que hi havia el 2009, 2 eren paletes, 1 guixaire pintor, 2 fusteries, 1 lampisteria, 2 electricistes, 1 perruqueria i 1 restaurant.
Dels 2 establiments comercials que hi havia el 2009, 1 era una botiga de menys de 120 m² i 1 una botiga d'electrodomèstics.
L'any 2000 a Lucinges hi havia 3 explotacions agrícoles que ocupaven un total de 210 hectàrees.

## Equipaments sanitaris i escolars
El 2009 hi havia una escola elemental.

## Poblacions més properes
El següent diagrama mostra les poblacions més properes.